# Era notte a Roma
Era notte a Roma is een Italiaanse oorlogsfilm uit 1960 onder regie van Roberto Rossellini.

## Verhaal
Een Rus, een Brit en een Amerikaan ontsnappen tijdens de oorlog uit een krijgsgevangenkamp. Ze houden zich schuil in Rome bij een mooie, jonge vrouw. De drie mannen worden verliefd en trachten haar voor zich te winnen. 

## Rolverdeling
| Acteur               | Personage                  |
| -------------------- | -------------------------- |
| Giovanna Ralli       | Esperia Belli              |
| Renato Salvatori     | Renato Balducci            |
| Leo Genn             | Majoor Michael Pemberton   |
| Sergej Bondartsjoek  | Sergeant Fjodor Nazoekov   |
| Peter Baldwin        | Luitenant Peter Bradley    |
| Paolo Stoppa         | Prins Alessandro Antoniani |
| Enrico Maria Salerno | Dokter Costanzi            |
| Hannes Messemer      | Baron Von Kleist           |
| Sergio Fantoni       | Don Valerio                |